# متسلق
مُتسلَّق (الاسم العلمي: Salpornis)، جنس طير عادًة ما يُدرج في فصيلة دابة الشجر.أُدرج الجنس في الماضي في فصيلة خازنات البندق أو وضعت في فصيلة خاصة بها، وهي المتسلقات (Salpornithidae).